# قلعة برازجان
قلعة برازجان (بالفارسية: دژ برازجان) هي قلعة وخان تاريخي تعود إلى عصر القاجاريين، وتقع في برازجان.